# Józef Giebułtowicz

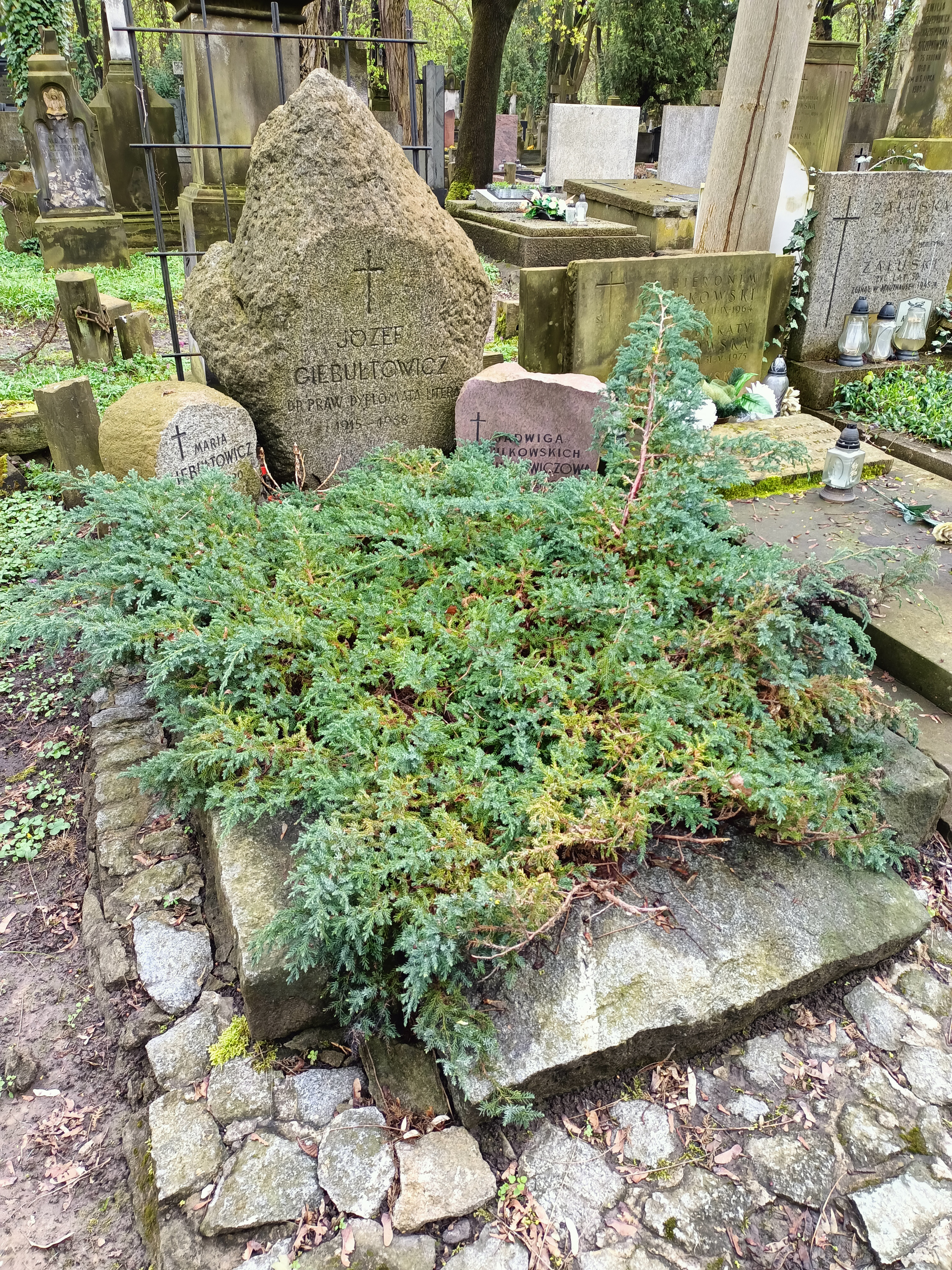
Grób Józefa Giebułtowicza na cmentarzu Powązkowskim

Józef Piotr Giebułtowicz (ur. 28 sierpnia 1915 w Dobromilu, zm. 18 stycznia 1968 w Warszawie) – publicysta, dyplomata i tłumacz skandynawskiej literatury.

## Życiorys
Urodził się w inteligenckiej rodzinie Józefa (1877–1943), kupca, burmistrza Dobromila, i Zofii Coppieters de Tergonde (1885–1918). Był bratem Jana (1906–1926), Marii (1909–1990), Anny po mężu Święcickiej (1910–1994) i Kazimierza (1918–1919).
W latach 1933–1938 studiował prawo na Uniwersytecie Jana Kazimierza we Lwowie, jesienią 1945 uzyskał dyplom doktora prawa na Uniwersytecie Jagiellońskim w Krakowie.
Po wojnie pracował w dyplomacji. Od grudnia 1945 był zatrudniony jako II sekretarz, a z dniem 1 października 1946 jako I sekretarz Ambasady RP w Waszyngtonie. Dekretem prezydenta RP z 1 marca 1948 został mianowany posłem nadzwyczajnym i ministrem pełnomocnym RP w Oslo. Ze stanowiska tego został odwołany 15 lutego 1954, pozostając w służbie MSZ do 30 kwietnia 1954, po czym przeszedł do pracy w dziennikarstwie.
Tłumaczył głównie literaturę norweską, m.in. dramaty Henrika Ibsena (Hedda Gabler, Gdy wstaniemy z martwych, Rosmersholm) oraz pisarzy współczesnych. Przełożył m.in. Pożegnanie z Afryką Karen Blixen. W 1970 opublikował antologię noweli norweskiej pt. Tam gdzie fiordy. 
Był mężem Jadwigi z Ulkowskich (1917–2013), z którą miał troje dzieci: Barbarę po mężu Szymańską, Tomasza i Ewę po mężu Bieniarz.
W 1965 przeszedł na rentę. Zmarł w Warszawie. Pochowany na cmentarzu Powązkowskim w Warszawie (kwatera 254-4-16).

## Ordery i odznaczenia
- Złoty Krzyż Zasługi (19 lipca 1946)[5]
- Medal 10-lecia Polski Ludowej (17 października 1954)[6]